# مطبخ برتغالي

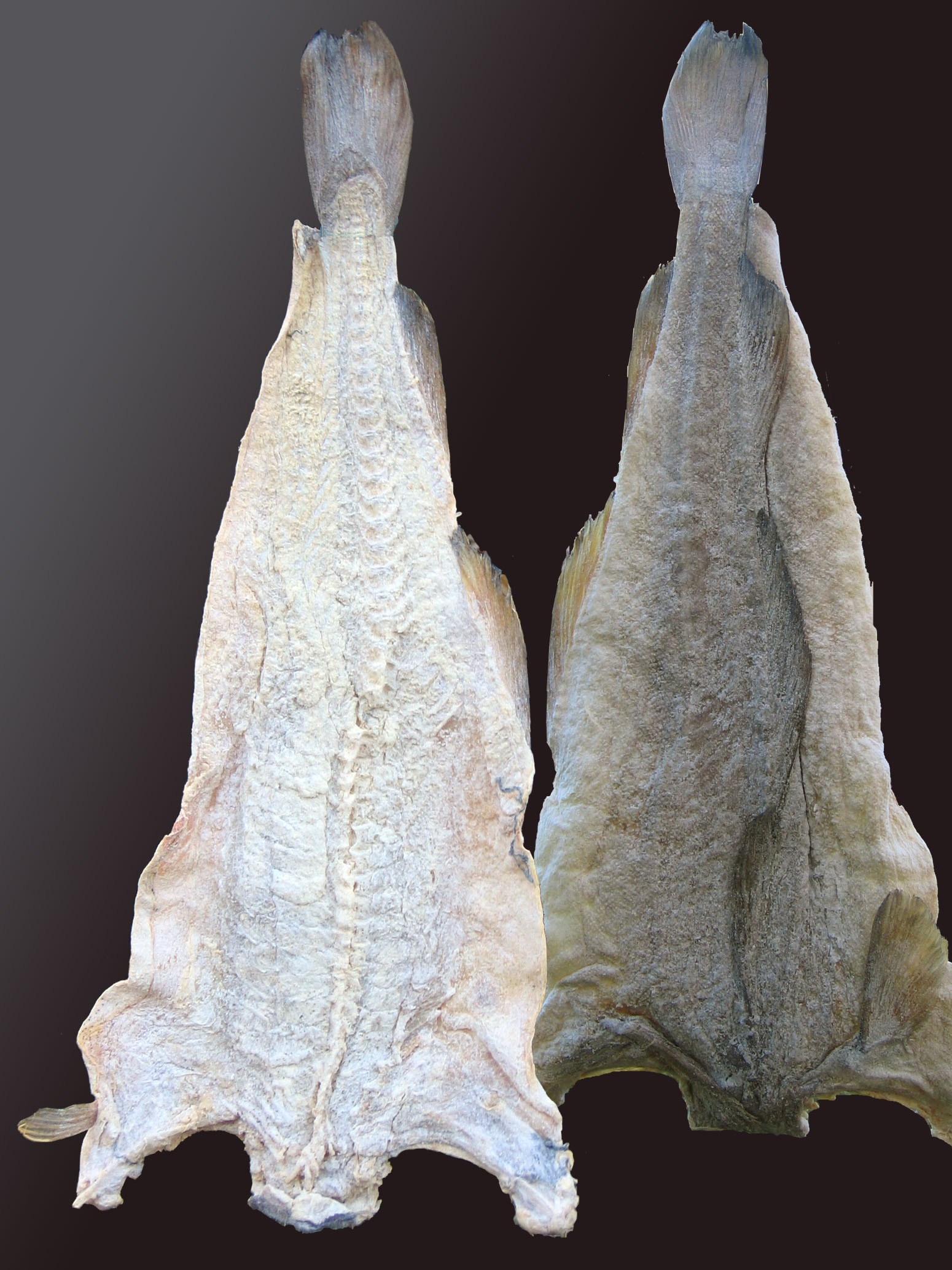
سمك مجفف حسب الطريقة التقليدية البرتغالية

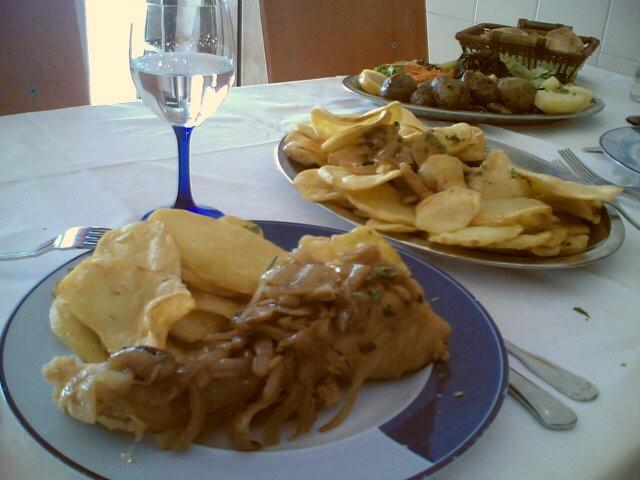
أحد أطباق الباكالهاو البرتغالية (سمك مجفف مملح سابقاً)

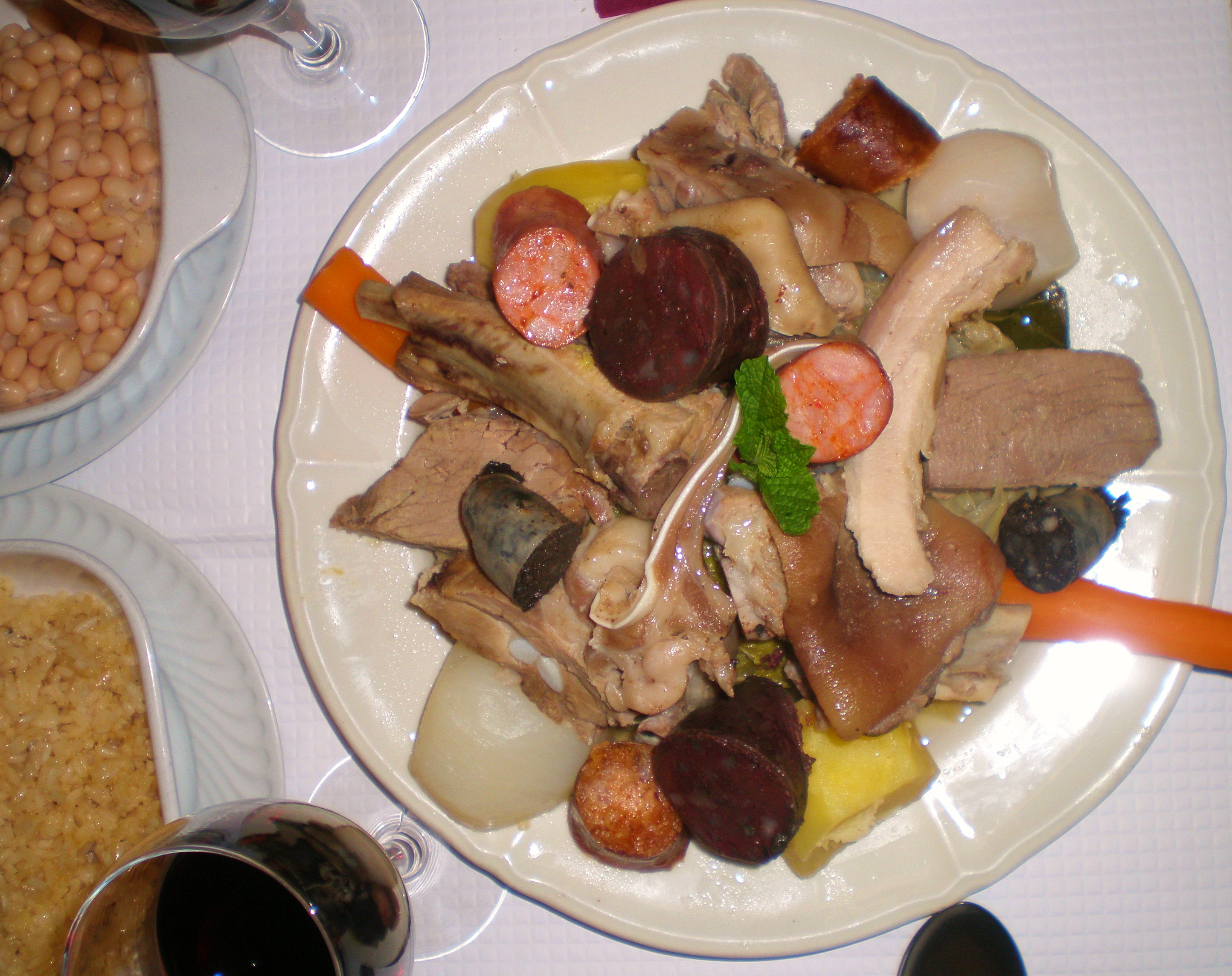
يخنة برتغالية

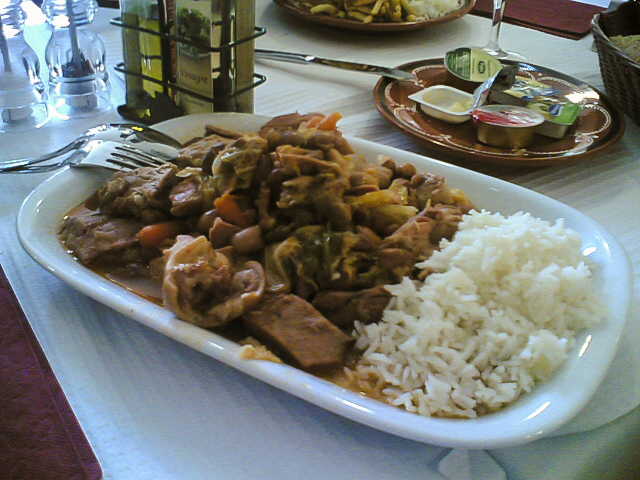
طبق مستوحى من المطبخ البرازيلي

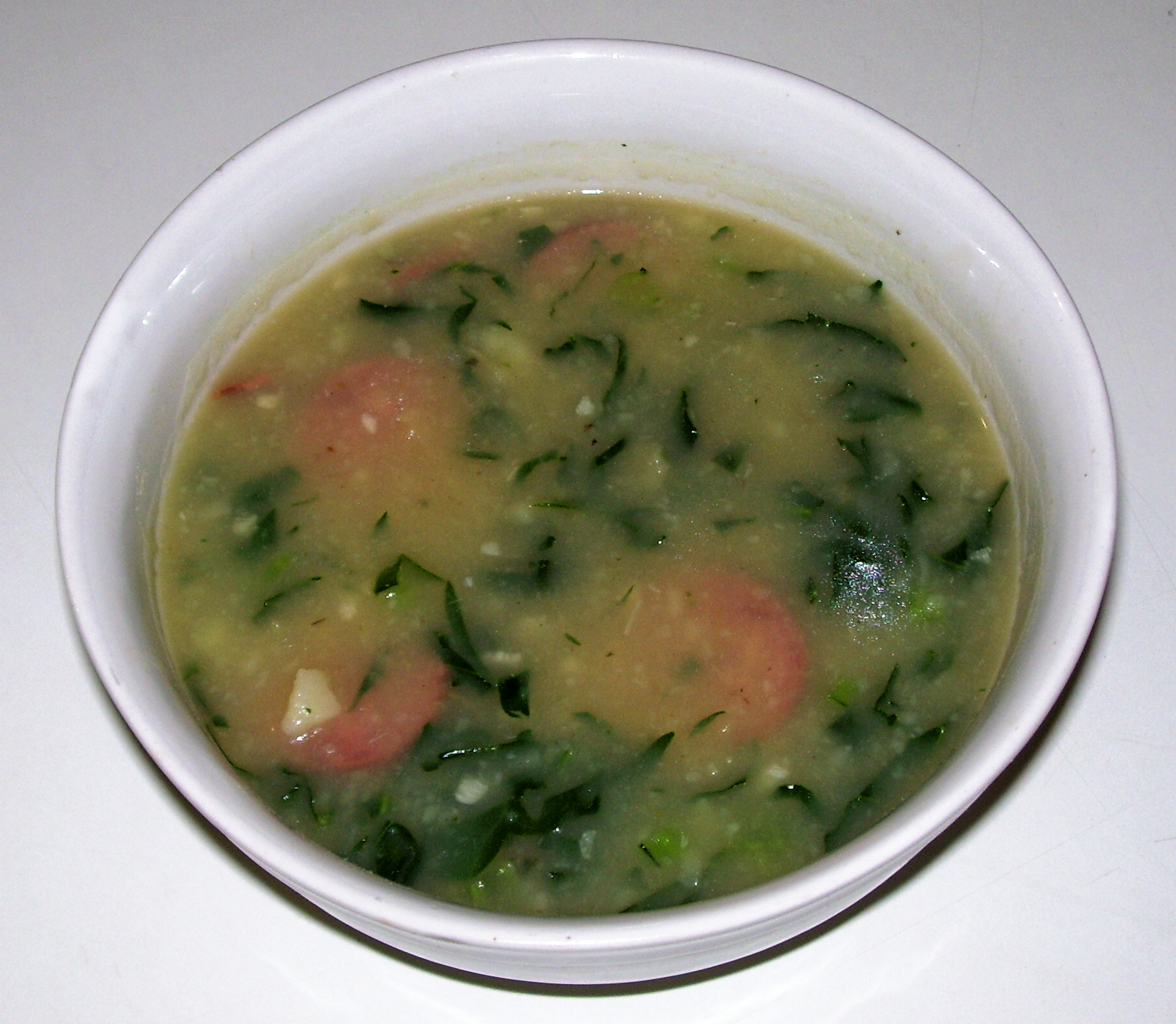
الكالدو الأخضر

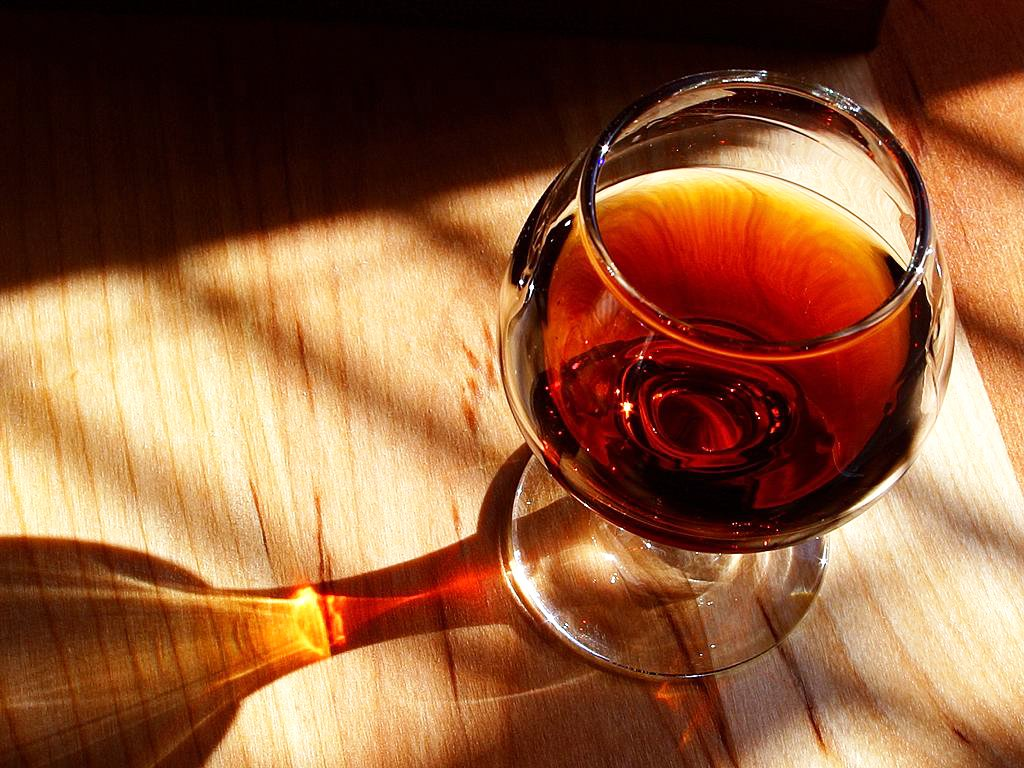
كأس من النبيذ

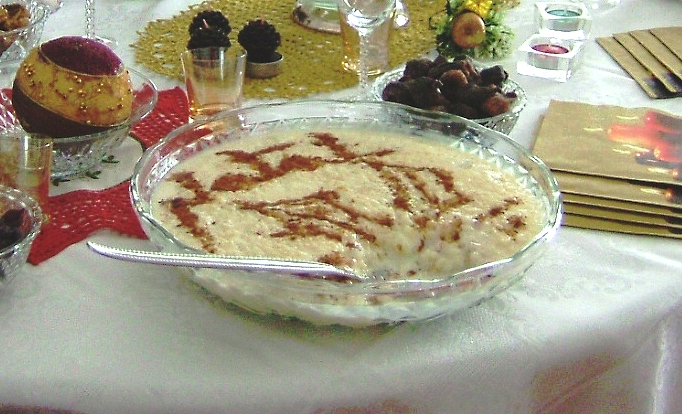
بودنغ الأرز (وجبة الكريسماس التقليدية في البرتغال)

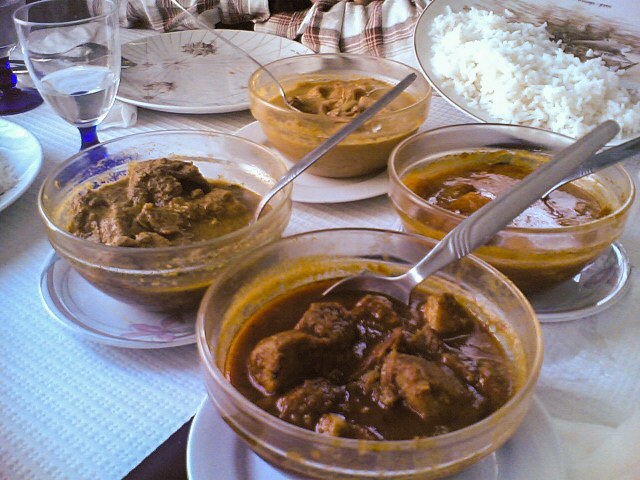

المطبخ البرتغالي هو مطبخ غني وملئ بأطباق كاملة النكهة ويرتبط ارتباطاً وثيقاً بمطبخ البحر الأبيض المتوسط. كا هو معروف يعود هذا النتوع إلى نفوذ البرتغال في المستعمرات السابقة وخاصة في مجموعة واسعة من التوابل المستخدمة. وتشمل هذه التوابل بيري بيري الصغيرة والفلفل الحار الملتهب والفلفل الأسود وكذلك القرفة الزعفران الفانيليا. 
زيت الزيتون هو أحد أسس المطبخ البرتغالي الذي يستعمل على حد سواء لأغراض الطهي والمنكهات في وجبات الطعام. يتم استعمال الثوم أيضاً على نطاق واسع وكذلك الأعشاب مثل الكزبرة البقدونس.
وجبة الإفطار تتكون تقليديا فقط من القهوة والخبز. الغداء غالبا ما يستمر أكثر من ساعة ويتم تقديمه بين الساعة الواحدة والثانية ظهراً حتى الثالثة تقريباً، والعشاء عموما يتم تقديمه في وقت متأخر حوالي الساعة الثامنة أو ما بعد ذلك. 
هناك ثلاثة محاور رئيسية للغداء والعشاء وعادة ما تشمل الحساء. وهناك حساء هو الأكثر شيوعاً وينكون من الكالدو الأخضر مع البطاطا، الكرنب، وقطع من السجق.
الحلويات الأكثر شيوعا هي بودنج الأرز (مزينة بالقرفة) والكسترد والكريم كاراميل، لكنها غالباً ما تتضمن أيضاً مجموعة متنوعة من الأجبان.
تعتبر البرتغال من أكثر الدول المستهلكة للأسماك حسب العواصم وأيضاً تعتبر من أكثر أربع دول مستهلكة للمأكولات البحرية في أوروبا.